# Louise Moillon
Louise Moillon (Parijs, 25 december 1609 of 1 januari 1610 – 21 december 1696) was een Franse kunstschilder uit de barok die vooral stillevens schilderde. Ze werd in haar tijd gezien als een van de beste stillevenschilders. Haar werk werd onder andere gekocht door Charles I van Engeland en door de Franse adel. Louise Moillon werkte in de Vlaamse schilderstijl. Er zijn van Moillon ongeveer 40 kunstwerken bekend die in musea en privécollecties worden bewaard. Kunstexpert Dominique Alsina identificeerde echter 69 authentieke schilderijen.

## Biografie
Moillon werd in 1610 in Parijs geboren in een streng calvinistisch gezin. De moeder van Moillon, Marie Gilbert, was dochter van een goudsmid. Haar vader, Nicolas Moillon, was landschaps- en portretschilder, kunsthandelaar en lid van de Parijse Académie de Saint-Luc. Louise Moillon had zes broers en zussen, van wie er één, Isaac Moillon, ook schilder werd. Hij volgde een opleiding aan de Franse Académie royale de peinture et de sculpture.
Het gezin woonde in de wijk Saint-Germain-des-Prés, een wijk die bekend stond als veilige haven voor religieus vervolgde protestantse vluchtelingen, die voornamelijk uit Zuid-Nederland afkomstig waren. In deze wijk woonden dan ook diverse Nederlandse schilders die mogelijk hebben bijgedragen aan de ontwikkeling van Moillons schilderstijl. Louise leefde in de tijd dat de barokke schilderkunst in de mode was. In deze tijd begon de belangstelling voor stillevens te groeien en te bloeien. Stillevenschilderijen waren echter vooral geliefd op de kunstmarkt in de Lage Landen en minder op de kunstmarkt in Frankrijk, waar Moillon woonde.
Moillon leerde de basisbeginselen van de schilderkunst van haar vader. Hij stierf echter in 1619, toen Moillon pas 10 jaar oud was. Het volgende jaar hertrouwde de moeder van Moillon met een andere schilder en kunsthandelaar, François Garnier. De moeder van Moillon overleed in 1630. Garnier gaf Moillon ook schilderlessen en breidde haar kunsteducatie uit, hoewel men denkt dat andere mensen ook een belangrijke rol speelden in de kunsteducatie van Moillon.
Louise Moillon trouwde in november 1640 met een rijke houthandelaar en hugenoot, Etienne Girardot (de Chancourt). Na haar huwelijk schilderde ze niet zo vaak meer, wat te wijten zou kunnen zijn aan de geboorte van haar drie kinderen en huishoudelijke taken.
Het Edict van Fontainebleau uit 1685 beperkte de rechten van de hugenoten en discrimineerde elke andere religie dan het katholicisme, waardoor Franse burgers gedwongen werden zich tot het katholicisme te bekeren. De familie van Louise werd hierdoor zwaar getroffen. Twee van de drie kinderen van Moillon vluchtten naar Engeland om religieuze vervolging te voorkomen, terwijl het derde kind bij Louise in Frankrijk bleef en zich tot het katholicisme bekeerde. De echtgenoot van Moillon werd naar de gevangenis gestuurd maar weigerde zich tot het katholicisme te bekeren. Na het Edict zijn er geen gegevens gevonden van door Louise Moillon gemaakte werken. Zij stierf in 1696 en kreeg een katholieke begrafenis. De dubbelzinnige bewoordingen van haar testament doen echter vermoeden dat haar bekering enkel schijn was.

## Schilderstijl
Louise Moillon specialiseerde zich in stillevens, veelal met olieverf op canvas of op een houten paneel. Ze maakte schilderijen met voornamelijk fruit dat meestal op een tafel was gerangschikt. Haar werk kenmerkt zich door stilte en oog voor detail. Zo wordt de textuur van exotisch fruit gloeiend weergegeven tegen een donkere achtergrond. Ze gebruikte trompe-l'oeil-elementen om haar schilderijen realistisch te maken. Moillon nam ook randen van planken of tafels in haar schilderijen op, die zich uitstrekten tot het einde van het doek. Daarmee versterkte ze de illusie van werkelijkheid.
Soms schilderde ze menselijke figuren op de achtergrond.
Moillon was een van de eerste Franse stillevenkunstenaars die vóór 1650 figuren en stillevens combineerde, samen met een andere schilder, Jacques Linard.
De stijl die Moillon gebruikte is ontleend aan de Vlaamse schilderkunst. Naast trompe l'oeil gebruikte zij contrasten van koele en warme kleuren. In haar werk zijn ook aspecten terug te vinden van de Franse genreschilderkunst, zoals in de stijl van de compositie. Van sommige schilderijcomposities van Louise Moillon wordt wel gezegd dat ze een primitieve kwaliteit hebben vanwege de manier waarop ze het fruit rangschikt.
In 1641 werkte Moillon samen met Pieter van Boeckel en Jacques Linard aan een grote compositie van fruit en bloemen. De meeste schilderijen van Moillon werden uitgevoerd in de jaren dertig, voor haar huwelijk in 1640 met Etienne Girardot de Chancourt. Haar laatste gedateerde werk stamt uit 1674.

## Lijst van werken
| Naam en locatie schilderij | Beeld                                                                                  |
| --- | -------------------------------------------------------------------------------------- |
| Stilleven met abrikozen, 1634 Musée des Augustins (Toulouse)                                                                            | Stilleven met abrikozen (1634)                                                         |
| Mand met perziken en druiven, 1631 Staatliche Kunsthalle Karlsruhe                                                                      | Mand met perziken en druiven (1631)                                                    |
| De groente-en-fruitverkoopster, 1631 Louvre (Parijs)                                                                                    | De groente-en-fruitverkoopster (1631)                                                  |
| Kom met citroenen en sinaasappelen in een doos met houtkrullen en granaatappels, 1630 National Museum of Women in the Arts (Washington) | Kom met citroenen en sinaasappelen in een doos met houtkrullen en granaatappels (1630) |
| Stilleven met kom sinaasappels uit Curacao, 1634 Norton Simon Museum (Pasadena, Californië)                                             | Stilleven met kom sinaasappels uit Curacao (1634)                                      |
| Stilleven met fruit, 1637 Thyssen-Bornemisza Museum (Madrid)                                                                            | Stilleven met fruit (1637)                                                             |
| Stilleven met kersen, aardbeien en kruisbessen, 1630 Norton Simon Museum (Pasadena, Californië)                                         | Stilleven met kersen, aardbeien en kruisbessen (1630)                                  |
| Fruitmand met een bosje asperges, 1630 Art Institute of Chicago                                                                         | Fruitmand met een bosje asperges (1630)                                                |
| Bij de marktkraam Privécollectie | Bij de marktkraam                                                                      |
| Stilleven met bramen Museum der Augustijnen (Hazebroek)                                                                                 | Stilleven met bramen                                                                   |
| Mandje perziken Los Angeles County Museum of Art                                                                                        | Mandje perziken                                                                        |
| Stilleven met een fruitmand, 1630 Privécollectie                                                                                        | Stilleven met een fruitmand (1630)                                                     |
| Pruimenmand met mand met aardbeien, 1632 Museum der Augustijnen (Hazebroek)                                                             | Pruimenmand met mand met aardbeien (1632)                                              |
| Schaal met kersen en meloen, 1633 Louvre (Parijs)                                                                                       | Schaal met kersen en meloen (1633)                                                     |
| Stilleven met perziken op een plank Privécollectie                                                                                      | Stilleven met perziken op een plank                                                    |
| Marktscène met een zakkenroller Privécollectie                                                                                          | Marktscène met een zakkenroller                                                        |
| Stilleven met perziken en pruimen Louvre (Parijs)                                                                                       | Stilleven met perziken en pruimen                                                      |
| Stilleven met perziken en druiven op een bord van porselein Privécollectie                                                              | Stilleven met perziken en druiven op een bord van porselein                            |
| Stilleven met mand met pruimen, 1629 Privécollectie                                                                                     | Stilleven met mand met pruimen (1629)                                                  |

- Bibsys: 1707990464922
- Biblioteca Nacional de España: XX5414743
- Bibliothèque nationale de France: cb131957760 (data)
- Gemeinsame Normdatei: 122174534
- International Standard Name Identifier: 0000 0000 8386 8462
- Library of Congress Control Number: n99004094
- MusicBrainz: d0659d97-ff02-4786-a2dc-f64a39c7c364
- Nederlandse Thesaurus van Auteursnamen: 320809617
- RKD-Nederlands Instituut voor Kunstgeschiedenis: 56570
- Istituto Centrale per il Catalogo Unico: VEAV451695
- Système universitaire de documentation: 03554564X
- Union List of Artist Names: 500025488
- Virtual International Authority File: 95838779
- WorldCat: E39PBJcgyy4g97q4rbkB9rtBT3